# Ekonomiåret 2006

## Händelser

### Januari
- 1 januari
  - Ryska Gazprom klipper av gasleveranserna till Ukraina, som vägrar gå med på förbuddlat pris.[1]
- 1 januari
  - Ryssland stoppar naturgasleveransen till Ukraina under en pristvist.[2]
  - De gamla 20-, 100- och 500-lapparna samt den gamla femtioöringen upphör som lagliga betalningsmedel i Sverige.
  - Stefan Ingves blir chef för Sveriges riksbank
- 30 januari – 79-årige Alan Greenspan avgår som chef för USA:s centralbank.[1]

### Mars
- Mars – Sveriges riksbank börjar vid månadens mitt släppa nya och säkrare 50-kronorssedlar.[1]

### April
- 14 april – Sony Ericssons omsättning meddelas ha ökat med 55 % och vinsten fördubblats jämfört med 2005. Det är främst i Latinamerika, Öst- och Centraleuropa och Japan som tillväxten drivit upp delårsvinsten.[1]

### Maj
- 16 maj – SAS koncernchef Jørgen Lindegaard slutar efter fem år av hårda besparingar.[1]
- 24 maj – Skandias tidigare VD  Lars-Eric Petersson döms till fängelse för att ha skadat företaget då han bakom styrelsens rygg lyfte taket på bonusprogrammet.[1]

### Augusti
- 22 augusti – Rättegången mot Skandias tidigare personalchef Ola Ramstedt inleds. Han åtalas för grov trolöshet mot huvudman samt bestickning.[1]
- 25 augusti – Bensinpriset i Sverige sänks till 11:59, tionde raka sänkningen sedan toppnoteringen 12:89 i juli 2006.[1]
- 30 augusti – Svenska Postens CD Erik Olsson presenterar en oväntat stark halvårsrapport för bolaget. Vinsten under första halvåret blev efter finansnetto 1.1 miljard SEK, jämfört med 0.4 under föregående år.[1]

### September
- 26 september – Försäkringskassans granskning av sjukpenningfusket visar att svindeln med föräldrapenning i Sverige årligen uppnår 650 miljarder SEK.[1]

### Oktober
- 13 oktober – Skandias tidigare generaldirektör Ola Ramstedt döms i Stockholms tingsrätt till fängelse i två år för grov trolöshet mot huvudman.[3]
- 19 oktober – Nokias vinst för tredje kvartalet, 1 145 miljoner euro, är lägre än marknaden väntat (1 273). Föregående år var vinsten före skatt 1 218 miljoner euro.[3]
- 27 oktober – Finländska stålkoncernen Outokumpu lägger ned verksamheten i Fagersta och flyttar till Nyby bruk nära Eskilstuna där man investerat 75 miljoner SEk i helautomatiserad anläggning. Man har även tillverkning i Örnsköldsvik och Mokom, och föregående varslades det av besparingsskäl vid alla anläggningar.[3]

### November
- 3 november – LO i Sverige spikar kraven inför 2007 års avtalsrörelse, och kräver löneförhöjningar på minst 825 SEK per månad och heltidsanställda, med lägsta löneutrymme på 3,9 % räknat på avtalsrörelsens genomsnittsförtjänst.[3]
- 15 november – I Haparanda invigs det varuhus som är IKEA:s sextonde i Sverige och 241:a i världen.[3]
- 16 november – Listan över svenska miljardärer växer. På tio år har antalet stigit från 50 till 125. Ingvar Kamprad toppar listan.[3]
- 23 november – En ny Internetsida, där vem som helst kan få gratis kreditupplysning, tvingas stänga några timmar senare på grund av överbelastning. Företaget heter Ratsit, och erbjuder tjänsten och i snitt 12 000 uppgifter per timme begärs ut under dagen. Liknande tjänster har sedan 2001 funnits mot betalning i Sverige. Datainspektionen har försökt stoppa verksamheten då den anses hota personlig integritet, men man förlorade 2003 i Regeringsrätten.[3]
- 27 november – Stockholmsbörsen faller med 2,6 % då den amerikanska dollarn är fortsatt svag.[3]

### December
- 22 december - I Sverige visar en prognos från Handelns Utredningsinstitut  (HUI) att julhandeln i Sverige slår nytt rekord och passerar 50 miljarder SEK. Omsättningen väntas stanna runt 52 miljarder SEK.
- 29 december – Svenska börsens genomsnittliga kursuppgång blir 24 % under 2006. Stockholmsbörsen är en av Europas bästa och placerar sig i topp. Bäst gick börsen i Moskva, och steg med 70,7 %. Bäst gick det i Lima, med uppgång på 168,4 %.[3]

### Okänt datum
- Stefan Ingves blir chef för Sveriges riksbank

## Bildade företag
- CBS Corporation, amerikanskt medieföretag.

## Uppköp
- Poptop Software köps upp av Take Two Interactive.
- Power köps upp av Expert.
- Sense Communications köps upp av Telia Sonera.
- UPC Sverige köps upp av Carlyle Group och Providence Equity Partners.

## Konkurser
- Falcon Air, svenskt flygbolag.
- FaroeJet, färöiskt flygbolag.
- Headfirst Productions, brittiskt datorspelsföretag.
- Winchester Repeating Arms Company, amerikansk vapentillverkare.

## Priser och utmärkelser
- Sveriges Riksbanks pris i ekonomisk vetenskap till Alfred Nobels minne – Edmund S. Phelps, USA
- 24 december – Ljudbok är årets julklapp i Sverige.

## Avlidna
- 13 september – Andrej Kozlov, chef för Rysslands centralbank.[1]
- 16 november - Milton Friedman, 94, amerikansk nationalekonom.

### Fotnoter
1. 1 2 3 4 5 6 7 8 9 10 11   När Var Hur 2007. DN
2. ↑  Dejevsky, Mary (3 januari 2009). ”Mary Dejevsky: Russia has good reason for what it is doing. Why do we have to keep demonising it?”. London: The Independent. Arkiverad från originalet den 12 september 2011. https://web.archive.org/web/20110912193237/http://www.independent.co.uk/opinion/commentators/mary-dejevsky/mary-dejevsky-russia-has-good-reason-for-what-it-is-doing-why-do-we-have-to-keep-demonising-it-521462.html. Läst 5 juli 2009.
3. 1 2 3 4 5 6 7 8 9   När Var Hur 2008. DN